# 高松琴平電気鉄道1010形電車
高松琴平電気鉄道1010形電車（たかまつことひらでんきてつどう1010がたでんしゃ）は、高松琴平電気鉄道に在籍した電車である。
1960年（昭和35年）製。制御電動客車の1011と制御客車の1012からなる2両編成1本の2両が琴平線に在籍したが、2003年（平成15年）に廃車された。
2023年時点では琴電で最後に作られた自社発注車であるが、2025年度に本形式以来65年振りの自社発注車となる2代目2000形の導入が計画されている。

## 車輌来歴
1955年、帝國車輛工業で車体のみを製造した。高張力鋼を採用した軽量車体で、前面は2枚窓の湘南顔タイプ、側面の窓はいわゆるバス窓で、窓配置はd1D7D1だった。
電装品の手配も済ませてあったが、その直後に設計担当者が変わり艤装は中止。車体はしばらく仏生山工場で保管されていた。その後、カルダン駆動化など計画は紆余曲折したが、結局、1960年にようやく電気品を取り付けて竣工した。
台車は1011がTR14形、1012がTR11形で、いずれも鉄道省制式客車・電車に使用された、球山形鋼を側枠に使用する釣り合い梁式台車である。ただし、各車共にブレーキが台車シリンダー方式とされ、主電動機を搭載する1011は側枠中央上部に、車輪間に空きスペースのある1012は台車内部に、それぞれブレーキシリンダーを取り付け、1011は両抱き式、1012は片押し式のブレーキワークが構成されていた。
1011に搭載された主電動機は国鉄払い下げのMT7で、TR14とセットで払い下げられたと推測されている。このMT7はモハ10系電車用として電機メーカー各社が競作した100kW級吊り掛け式電動機の1つであった。ただし、これらの定格出力で用いられる端子電圧の相違を考慮すると実効出力は約111kWとなり、急行用として先行した、10000形が搭載したHS-355とほぼ同格であったことがわかる。
制御器は10000形に準じて日立製作所製MMC（超多段自動加速式）を採用したため、HL制御などの在来車との併結はできず、また主電動機特性の相違からか、10000形との併結もできなかった。
車内はクロスシートを備え、「こんぴら2号」の愛称で急行用として使用された。

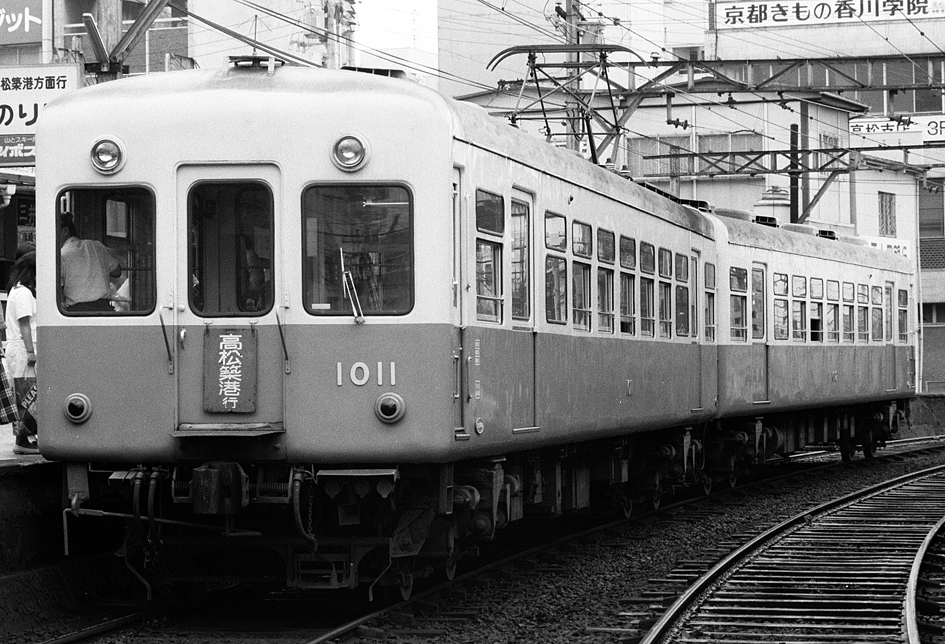
1011（前面貫通式、カルダン駆動化後、瓦町）

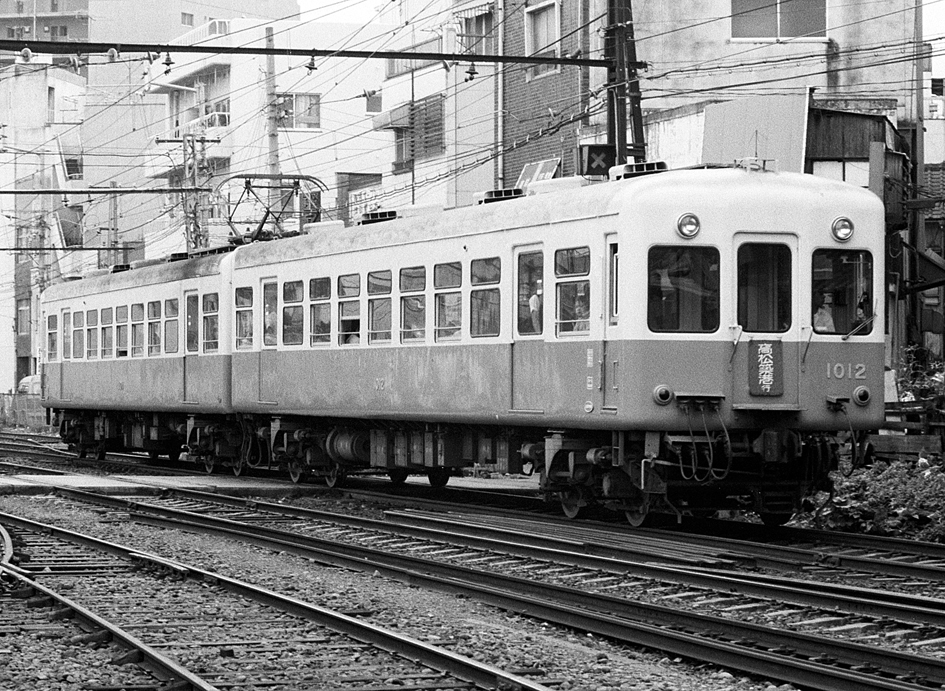
1012（前面貫通化後、瓦町）

その後、旅客需要の変化から急行運用は廃止された。しかし、他車と連結ができない当形式は運用が縮小されていた。そのため、1979年（昭和54年）に以下の改造工事を受ける。
- 前面を貫通式に改造。前照灯を2灯シールドビーム化。
- 車内をセミクロスシートからロングシートに改装。
- 台車・主電動機を京急230形の発生品である汽車製造2HEおよび三菱電機MB-115AF[4]に変更。
- 制御機をHL制御、電磁SMEブレーキに改造。これにより他形式との併結が可能になった。

1983年、1011の台車を住友金属FS-522、主電動機を三菱電機MB-3239Aに交換して平行カルダン駆動化された（1012はFS-022に交換）。なお、制御器、制動装置は手を加えられていない。
1080形入線以降は、非冷房のため朝のラッシュ時を中心とした運用になる。そして2003年、冷房化推進のため1200形1201 - 1206が入線。これに伴い、同年3月16日の5000形と組んださよなら運転の後運用を離脱、廃車となった。さよなら運転に際しては「こんぴら急行」のヘッドマークが再現された。
廃車後は、直ちに解体されている。

## 参考資料
- 真鍋裕司「1960年代の琴電のスターたち」、車両研究 鉄道ピクトリアル臨時増刊号、電気車研究会、2003年12月